# Philip Kueber
Philip Thomas Kueber, kanadski veslač, * 17. november 1934, Galahad, Alberta, † 2009.
Kuebrovi so se po smrti Philipovega očeta, Johna Vincenta Kuebra, ki je umrl, ko je bil Philip star komaj štiri leta, preselili v Duncan v Britansko Kolumbijo. Tam je Philip Kueber začel študirati pravo na Univerzi v Britanski Kolumbiji, kjer je tudi začel svojo veslaško kariero. 
Leta 1954 je ekipa na Igrah Commonwealtha osvojila zlato medaljo, leta 1956 pa je kanadski osmerec na Poletnih olimpijskih igrah v Melbournu osvojil srebrno olimpijsko medaljo. 